# Río Verde (condado de Maricopa)
Río Verde es un lugar designado por el censo ubicado en el condado de Maricopa en el estado estadounidense de Arizona. En el Censo de 2010 tenía una población de 1811 habitantes y una densidad poblacional de 138,46 personas por km².

## Geografía
Río Verde se encuentra ubicado en las coordenadas 33°43′34″N 111°40′26″O / 33.72611, -111.67389. Según la Oficina del Censo de los Estados Unidos, Río Verde tiene una superficie total de 13.08 km², de la cual 13.06 km² corresponden a tierra firme y (0.12%) 0.02 km² es agua.

## Demografía
Según el censo de 2010, había 1.811 personas residiendo en Río Verde. La densidad de población era de 138,46 hab./km². De los 1.811 habitantes, Río Verde estaba compuesto por el 99.17% blancos, el 0.17% eran afroamericanos, el 0.06% eran amerindios, el 0.39% eran asiáticos, el 0% eran isleños del Pacífico, el 0% eran de otras razas y el 0.22% pertenecían a dos o más razas. Del total de la población el 0.44% eran hispanos o latinos de cualquier raza.